# Jonathan Loughran
Jonathan Loughran (nacido en 1966) es un actor estadounidense, reconocido por aparecer en gran cantidad de películas producidas por la compañía Happy Madison.

## Filmografía

### Cine y televisión
- (1989) Sexbomb - Barry
- (1996) Bulletproof - Policía novato
- (1998) The Waterboy - Lyle Robideaux
- (1999) Big Daddy - Mike
- (1999) Late Last Night - Nitro
- (2000) Little Nicky - John
- (2002) Punch-Drunk Love - Número equivocado
- (2002) The Master of Disguise - Guarda de seguridad
- (2002) Eight Crazy Nights - Policía
- (2003) National Security - Policía
- (2003) Anger Management - Nate
- (2003) Dickie Roberts: Former Child Star
- (2003) Kill Bill: Volume 1 - Camionero
- (2004) 50 First Dates - Jennifer
- (2004) Kill Bill: Volume 2 - Camionero
- (2006) Grandma's Boy - Josh
- (2006) The Benchwarmers - Asistente de Brad
- (2006-2007) The King of Queens - Bobby
- (2007) Death Proof - Jasper
- (2007) I Now Pronounce You Chuck & Larry - David Nootzie
- (2008) Get Smart
- (2008) The House Bunny - Prostituta
- (2008) Bedtime Stories - Invitado de la fiesta
- (2010) Grown Ups - Robideaux
- (2011) Just Go with It
- (2011) Bucky Larson: Born to Be a Star
- (2011) Jack and Jill - Novio de Mónica
- (2013) Grown Ups 2 - Robideaux
- (2014) Blended - Umpire
- (2015) Pixels - Guarda de seguridad
- (2015) Hotel Transylvania 2 - Policía
- (2015) The Ridiculous 6 - Hombre del rifle
- (2016) The Do-Over - Motociclista
- (2016) Hell's Kitchen
- (2017) Sandy Wexler - Jon